# Sauschwemme

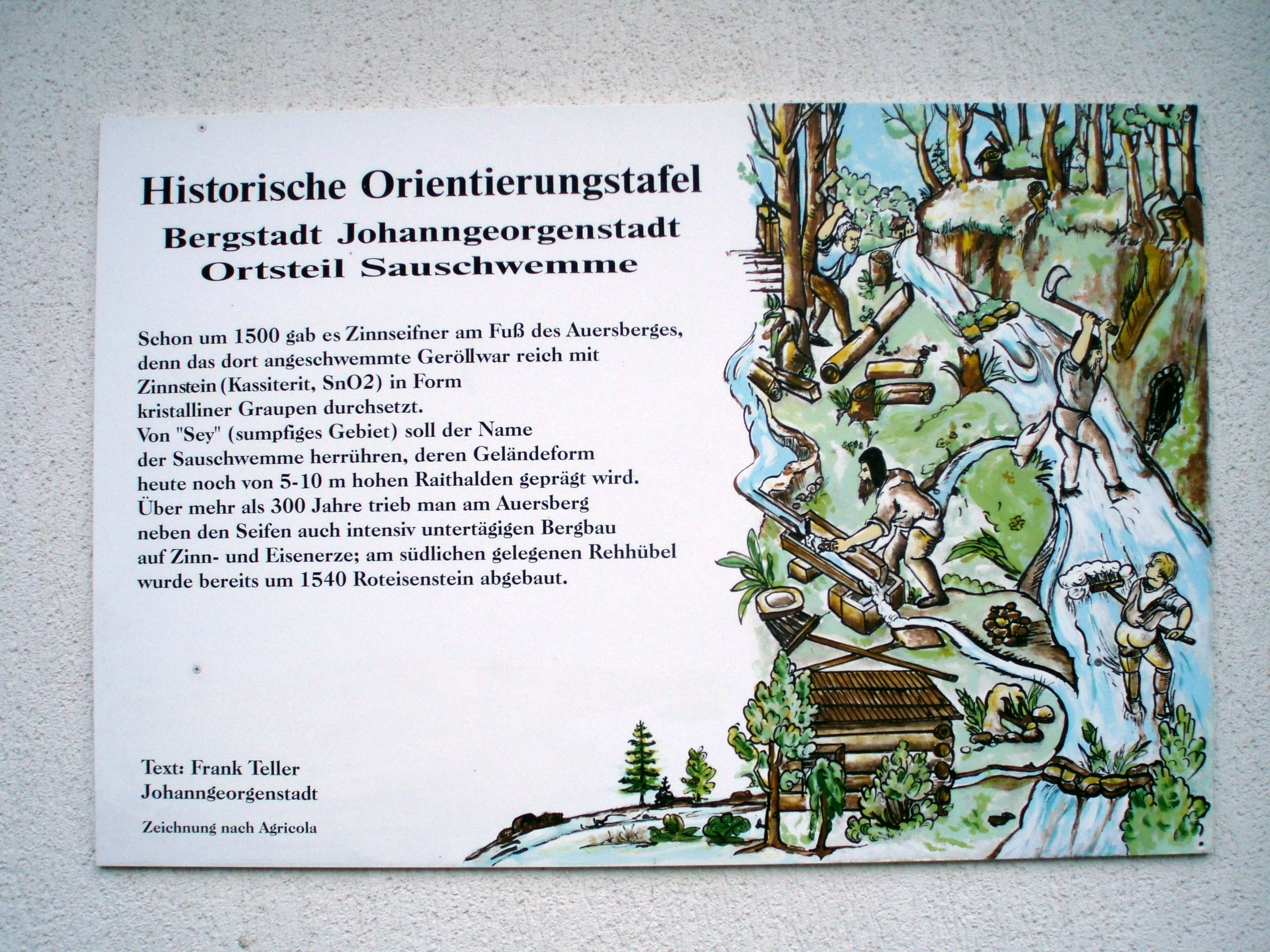
Historische Orientierungstafel am Gasthaus „Sauschwemme“

Sauschwemme ist ein Ortsteil von Johanngeorgenstadt im sächsischen Erzgebirgskreis.

## Lage
Der Ort liegt an der Straße von Johanngeorgenstadt nach Oberwildenthal am Abzweig der „Mittelflügel“ genannten Auffahrt zum Auersberg, unweit der Grenze zu Tschechien in einer Höhe von rund 860 m ü. NN.

## Geschichte

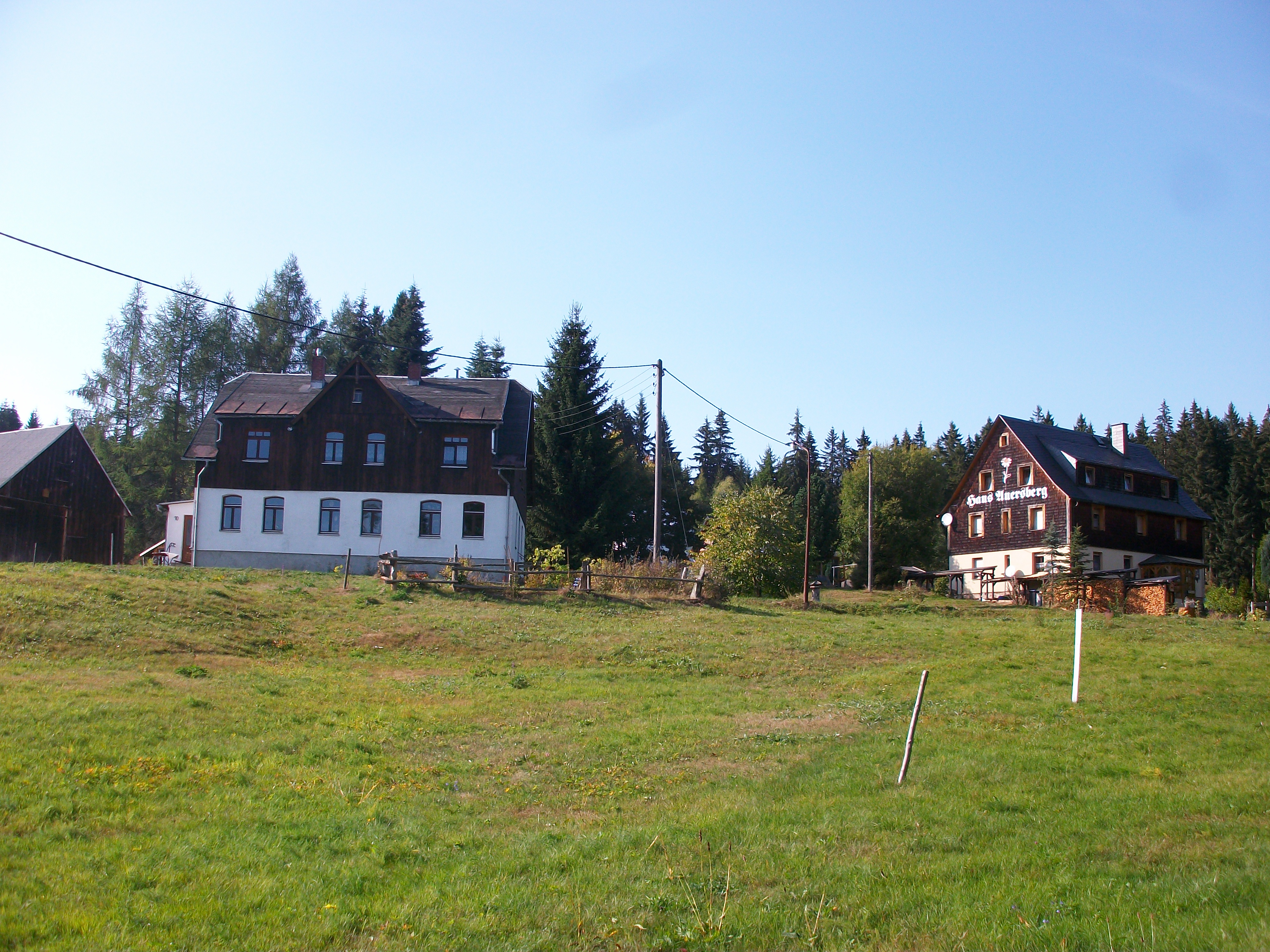
Häuser in Sauschwemme

Sächsische Archäologen fanden im Gebiet der Sauschwemme im September 2024 Spuren des bisher ältesten Bergbau Europas. Hier wurde bereits in der Bronzezeit nach Zinn geseift.
1604 wurde dem Bergmann Balthasar Baumann eine Zinnseife verliehen, die „Sauschwemme“ genannt wurde. Der Name bezog sich ursprünglich auf einen Bachlauf, aus dem Zinn gewaschen wurde. 1616 findet sich die Bezeichnung Seuschwämm.
Eine Berechnung ergab, dass im Zeitraum von 1643 bis 1671 die Ausbeute der Sauschwemme rund 17.147 Gulden betrug, was für die damalige Zeit sehr beträchtlich war. Zu Beginn des 18. Jahrhunderts wurde hier ein größeres Goldkorn gefunden und an den Dresdner Hof abgeliefert. Noch bis zum Jahre 1843 waren in der Sauschwemme Seifen in Betrieb, wovon noch heute mehrere, bis zu zehn Meter hohe, Raithalden zeugen.
1845 sind die wenigen Häuser und Einwohner von Sauschwemme der Verwaltung des östlichen Nachbarortes Steinbach unterstellt worden, der 1951 nach Johanngeorgenstadt eingemeindet wurde.

## Naturschutz
Wiesen in Sauschwemme sind Teil des Natura 2000-Gebietes von europäischer Bedeutung Mittelgebirgslandschaft bei Johanngeorgenstadt.

## Tourismus

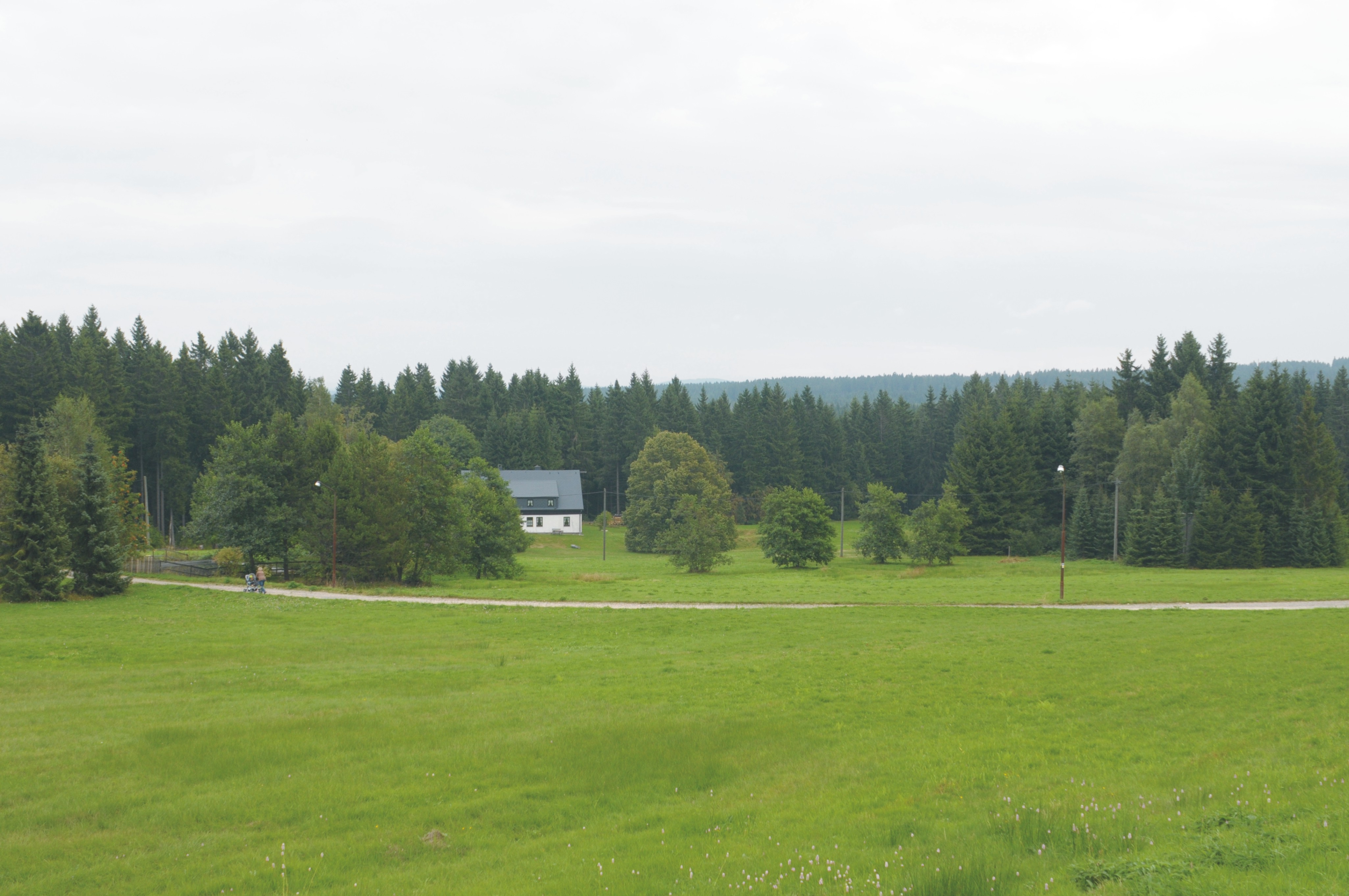
Ortsansicht Sauschwemme

Nach dem Rückgang des Bergbaus entwickelte sich hier um 1900 verstärkt der Tourismus. Der Ortsteil Sauschwemme liegt direkt an der Fahrstraße zum 1018 m hohen Auersberg, der nach dem 1907 eingeweihten Bau eines Unterkunftshauses das Ziel vieler Ausflügler wurde. Nachdem in dem am Straßenabzweig der Auersbergauffahrt stehenden Wohnhaus eine Gaststätte eingerichtet wurde, begannen mehrere Einwohner, ihre Wohnhäuser zusätzlich als Pensionen für Sommergäste und Wintersportler zu betreiben.
Heute ist der Ort auch Ziel vieler Tagestouristen, die von hier aus im Winter unter anderem mit den Skiern über den südlichen Mittelflügel die Kammloipe Johanngeorgenstadt–Schöneck, im Sommer zu Fuß den Gipfel des Auersberges sowie über die tschechische Grenze Jelení (Hirschenstand) erreichen können. Bei Radfahrern ist die Sauschwemme als Ausgangspunkt für kurze sowie ausgedehnte Touren bekannt.